# Winger
Winger — американская метал-группа. По определению сайта AllMusic, специализировалась в «стильном поп-метале, поднявшем на вершины чартов Bon Jovi и Poison»
Группа была основана в 1986 году бывшим участником группы Элисом Купером и басистом Кипом Уингером.
Дебютный альбом группы, так и озаглавленный — Winger (1988), продался в более чем миллионе экземпляров — во многом благодаре хитам с него — «Seventeen» и балладе «Headed for a Heartbreak». Продажи второго альбома In the Heart of the Young (1990), включавшего хит «Miles Away», также превысили миллион экземпляров.

## Состав
- Кип Уингер (англ. Kip Winger) — лид-вокал, бас-гитара, клавишные, фортепиано (в студии), акустическая гитара (1987—1994, 2001—2003, 2006 — н.в.)
- Реб Бич (англ. Reb Beach) — соло- и ритм-гитара, фортепиано (в студии), губная гармоника (на сцене), бэк-вокал (1987—1994, 2001—2003, 2006 — н.в.)
- Род Моргенстин (англ. Rod Morgenstein) — ударные, перкуссия, бэк-вокал (в студии) (1987—1994, 2001—2003, 2006 — н.в.)
- Джон Рот[англ.] (англ. John Roth) — ритм- и соло-гитара, бас-гитара (на сцене), клавишные (на сцене), бэк-вокал (1993—1994 (в турне), 2001—2003, 2006 — н.в.)
- Пол Тейлор[англ.] (англ. Paul Taylor) — клавишные, фортепьяно (в студии), ритм-гитара, бэк-вокал (1987—1992, 2001—2003, 2013—2014, 2014—2017, 2018 — н.в.)

Бывшие участники
- Дженк Эроглу (тур. Cenk Eroglu) — клавишные, ритм-гитара, эффекты (в студии), бэк-вокал (2006—2009, 2014)[2]

## Дискография
Студийные альбомы
- Winger[англ.] (1988)
- In the Heart of the Young[англ.] (1990)
- Pull[англ.](1993)
- IV[англ.] (2006)
- Karma[англ.] (2009)
- Better Days Comin’[англ.] (2014)
- Seven[англ.] (2023)